# Tomioka
Tomioka (富岡市 -shi) é uma cidade japonesa localizada na província de Gunma.
Em 2003 a cidade tinha uma população estimada em 49 275 habitantes e uma densidade populacional de 523,42 h/km². Tem uma área total de 94,14 km².
Recebeu o estatuto de cidade a 1 de Abril de 1954.